# الحانوتة
الحانوتة قرية سورية تتبع ناحية عقيربات في منطقة سلمية في محافظة حماة. بلغ عدد سكانها 888 نسمة في عام 2004 حسب إحصاء المكتب المركزي للإحصاء.

## وصلات خارجية
- الوحدات الإدارية في محافظة حماة